# Henry Rea
Pour les articles homonymes, voir Rea.
Henry Kean Rea, né vers 1798 en Irlande et mort le 30 avril 1862 à Liverpool, est un officier de marine britannique.

## Biographie
Henry Rea est le fils de Hamilton Rea, un maître de Marine et de sa femme Charlotte. Il entre dans la Royal Navy vers 1807. 
Il épouse Sarah Radcliffe le 9 novembre 1823 à Liverpool. Le couple aura six enfants. Midshipman, il est promu lieutenant le 19 juin 1829.
Pour compléter les découvertes de John Biscoe dans les mers de l'Antarctique, Charles Enderby envoie, en 1833, Henry Rea, 
Officier de la Royal Navy, comme capitaine du Rose, mais il fait naufrage par 60°S et 53° W,
Le navire est écrasé par la banquise en janvier 1834. Après avoir sauvé son équipage, Rea décide d'abandonner et revient à Londres le 21 mai 1834.
À son retour en Angleterre en 1834, il démissionne de la Marine et devient maître docker dans le quartier de Waterloo à Liverpool.

## Hommage
Le Pic Rea sur l'île du Roi George aux îles Shetland du sud, a été nommé en son honneur.